# Biserica Cuvioasa Paraschiva din Năruja

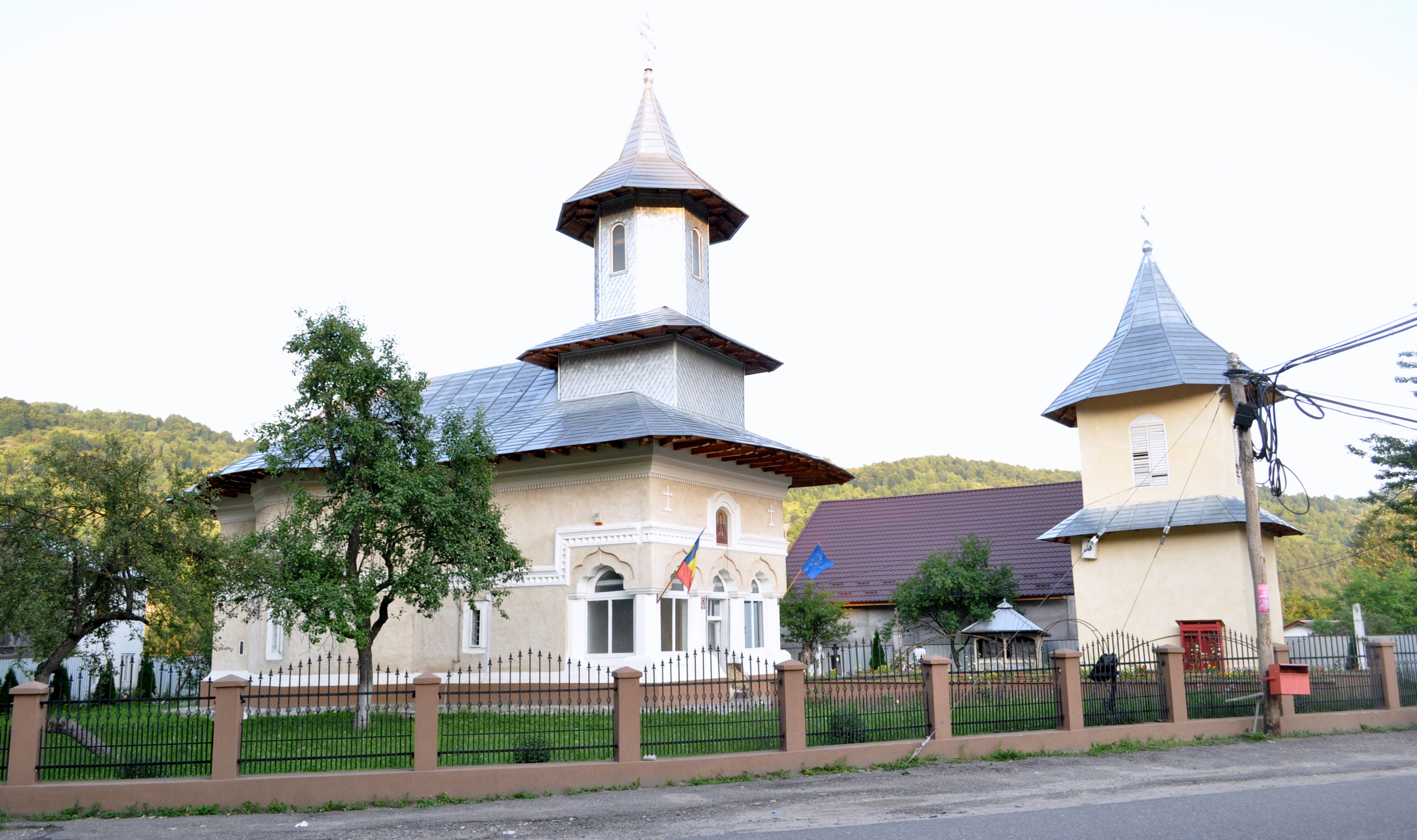
Biserica „Cuvioasa Paraschiva” din Năruja, comuna Năruja, județul Vrancea, foto: iulie 2011.

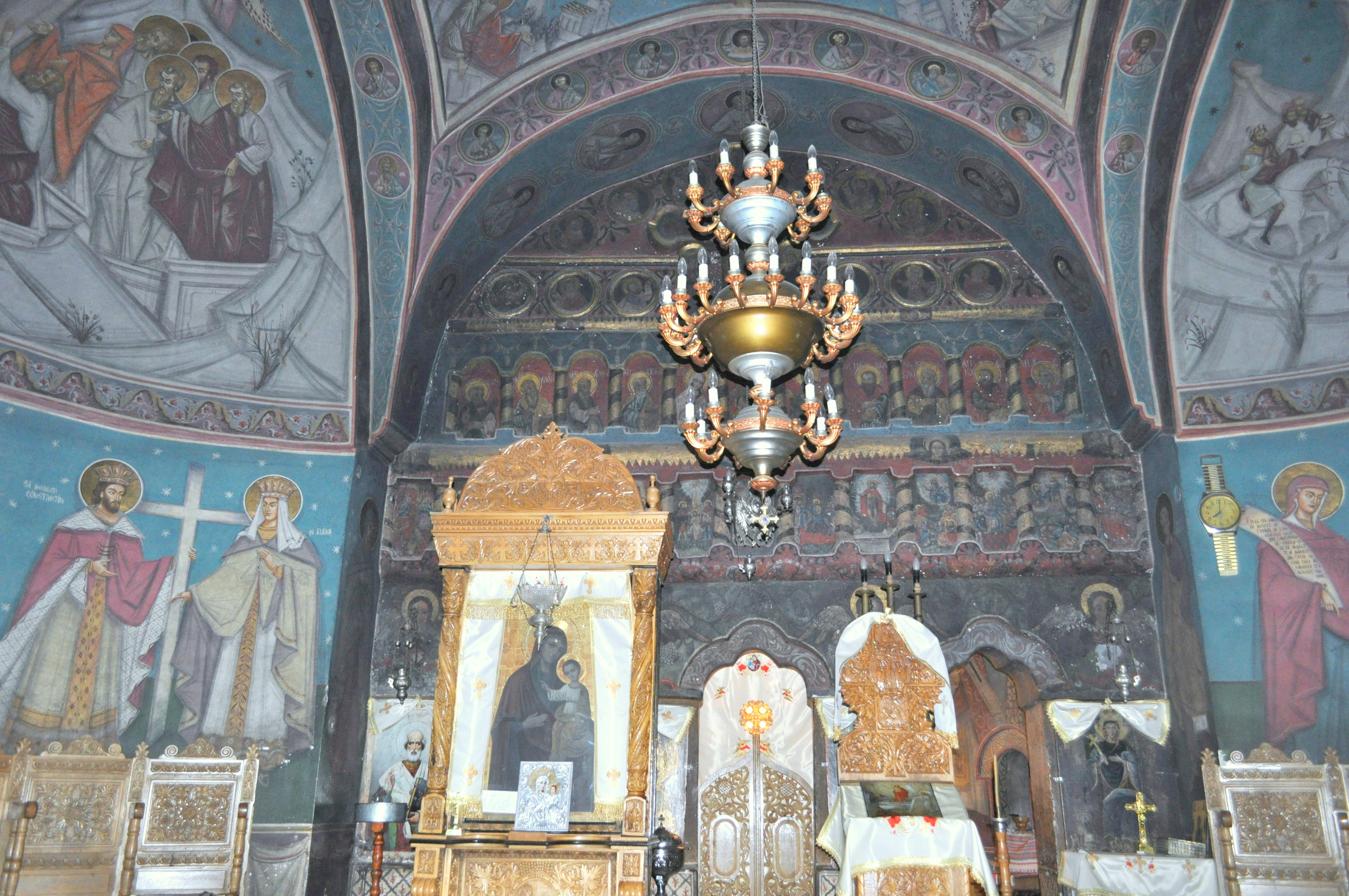
Biserica „Cuvioasa Paraschiva” din Năruja, comuna Năruja, județul Vrancea, foto: iulie 2011.

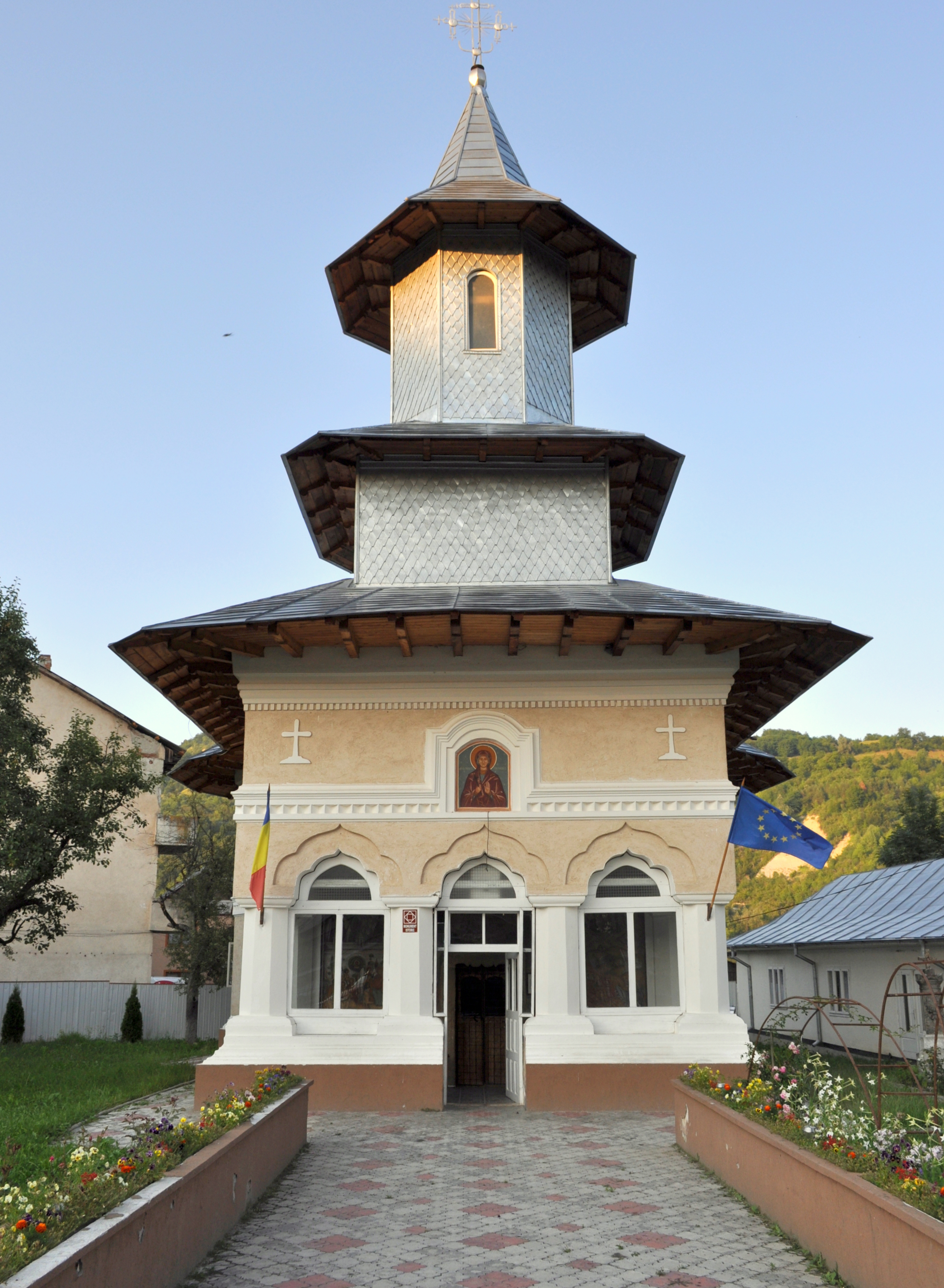
Biserica „Cuvioasa Paraschiva” din Năruja, comuna Năruja, județul Vrancea, foto: iulie 2011.

Biserica „Cuvioasa Paraschiva” din Năruja, județul Vrancea,a fost ridicată în anul 1788. Figurează pe Lista Monumentelor Istorice din anul 2010 cod LMI VN-II-m-B-06523.

## Istoric și trăsături
Biserica cu hramul „Cuvioasa Paraschiva”  a fost zidită în anul 1788 de către ctitori necunoscuti. 
Biserica a fost construită pe o fundație de piatră, cu ziduri din cărămidă și piatră în stil brâncovenesc. Interiorul este reprezentat de o frumoasă catapeteasmă din zid pictată în tehnica fresco și de o pictură în ulei tot în tehnica fresco, anul executiei precum și numele pictorului nefiind cunoscute. În anul 1988 cu sprijinul preotului paroh si cu cheltuiala credincioșilor au început lucrările de reparatii interioare și exterioare. Tot atunci s-a restaurat pictura de epocă de către pictorul Andronic R., terminată în anul 1989.

## Imagini

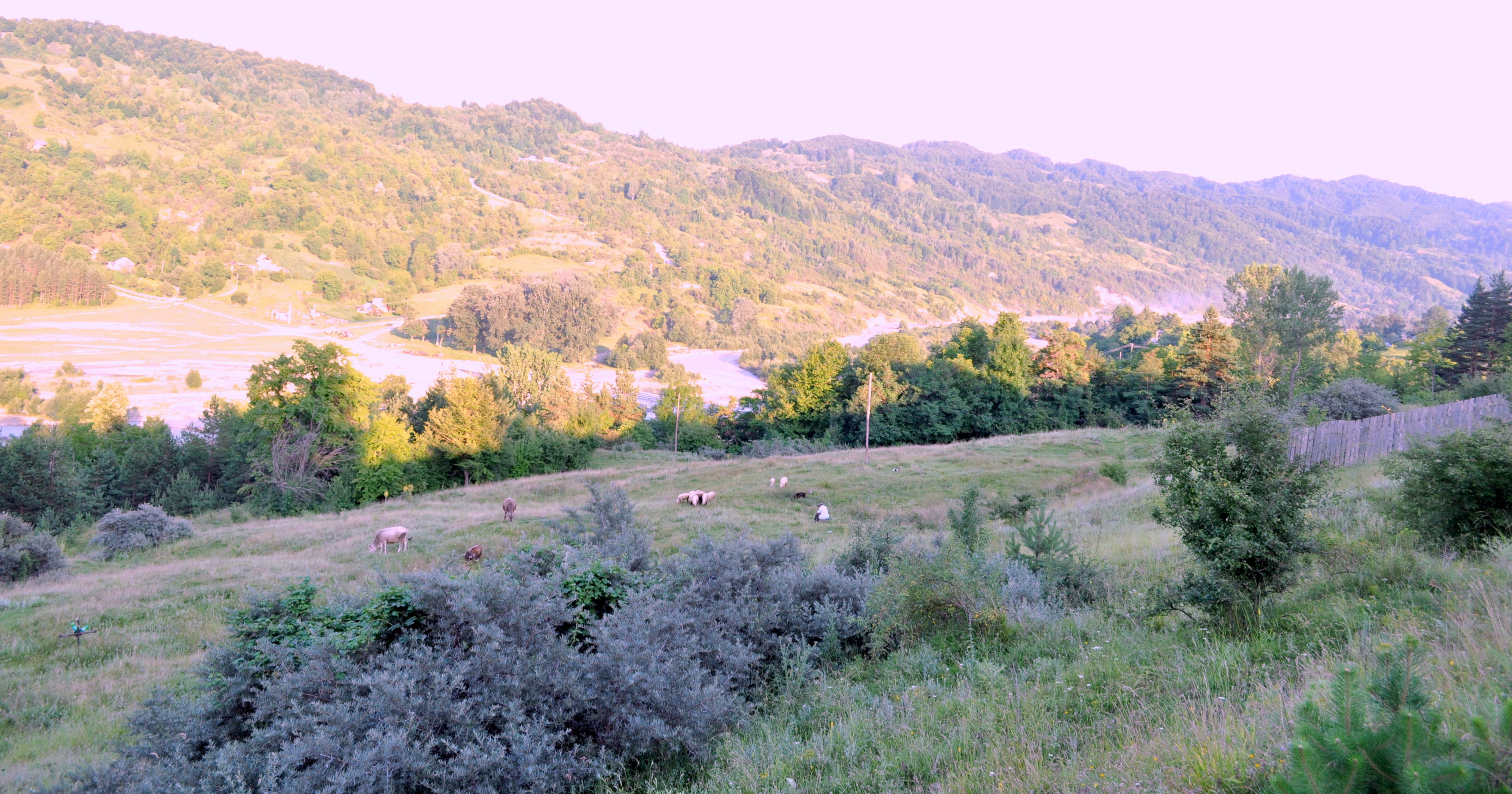
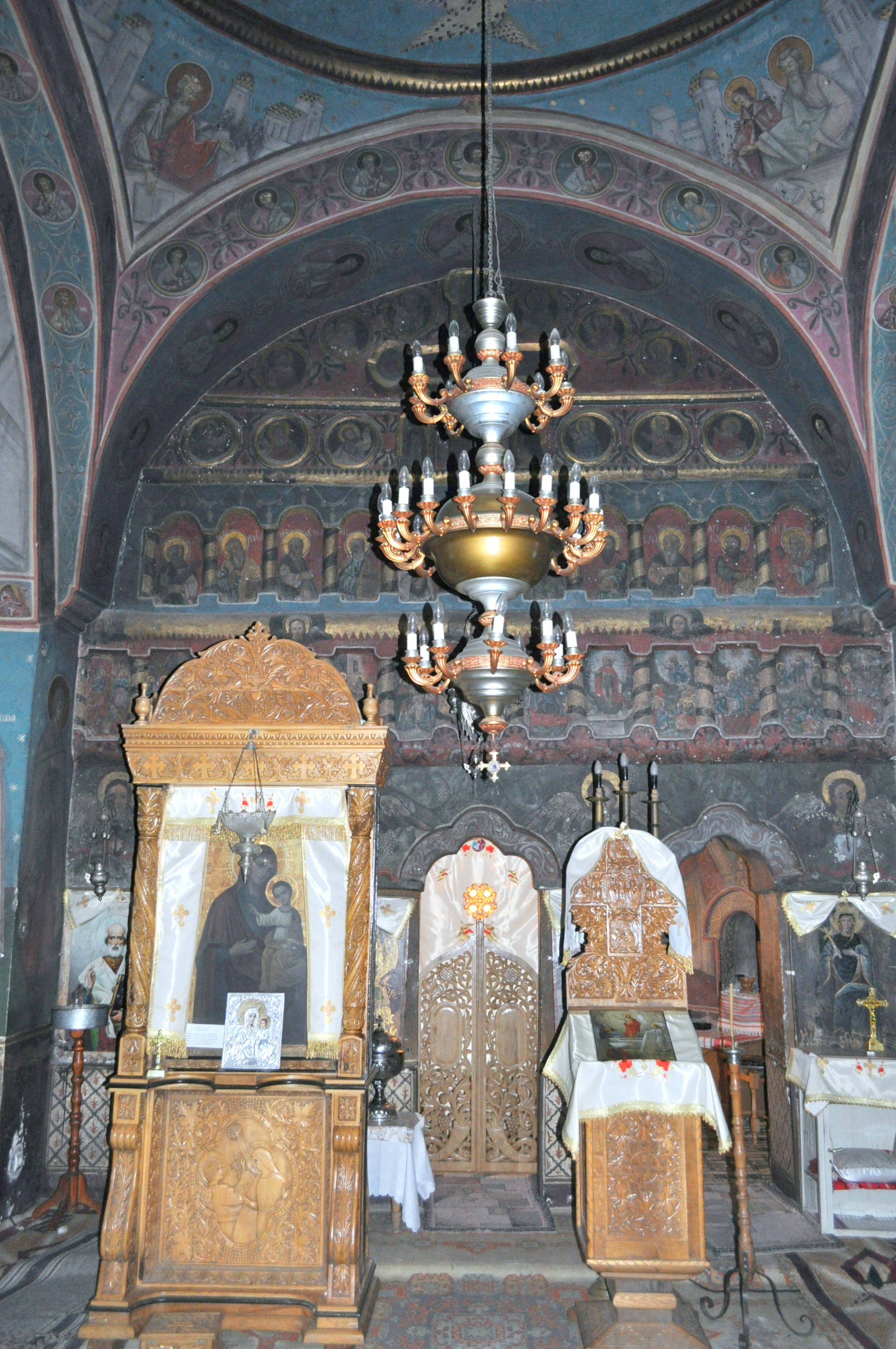
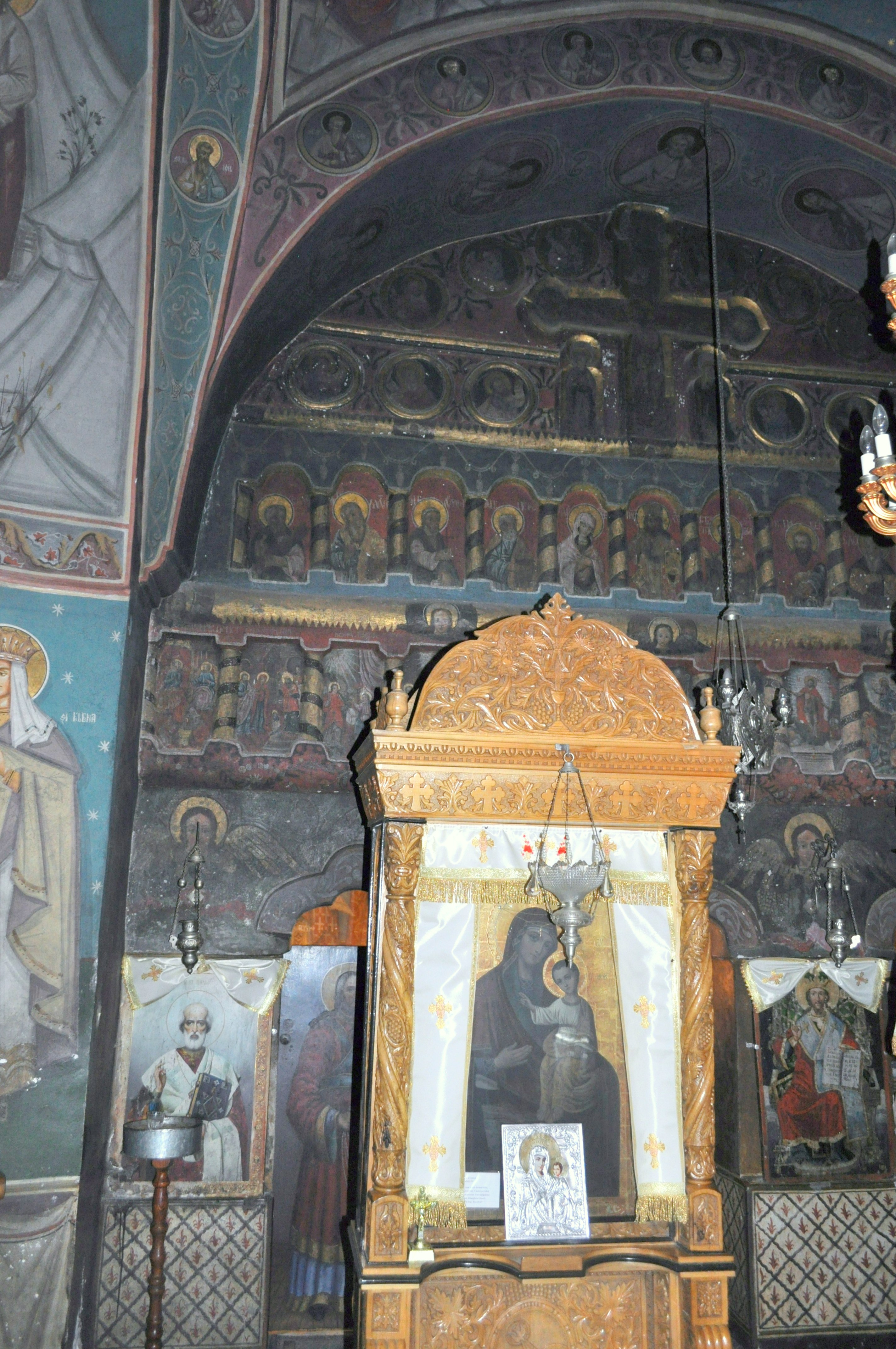
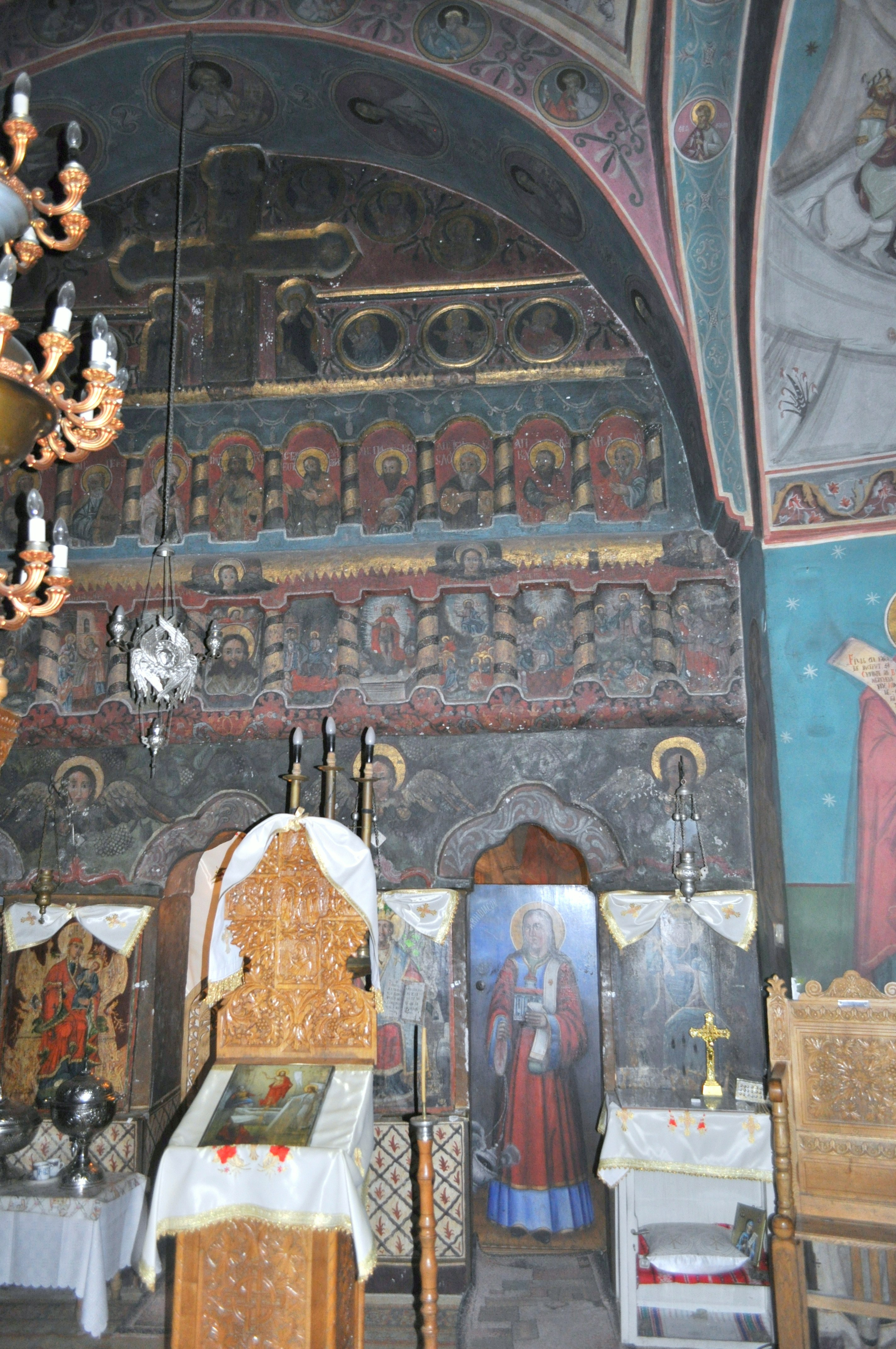
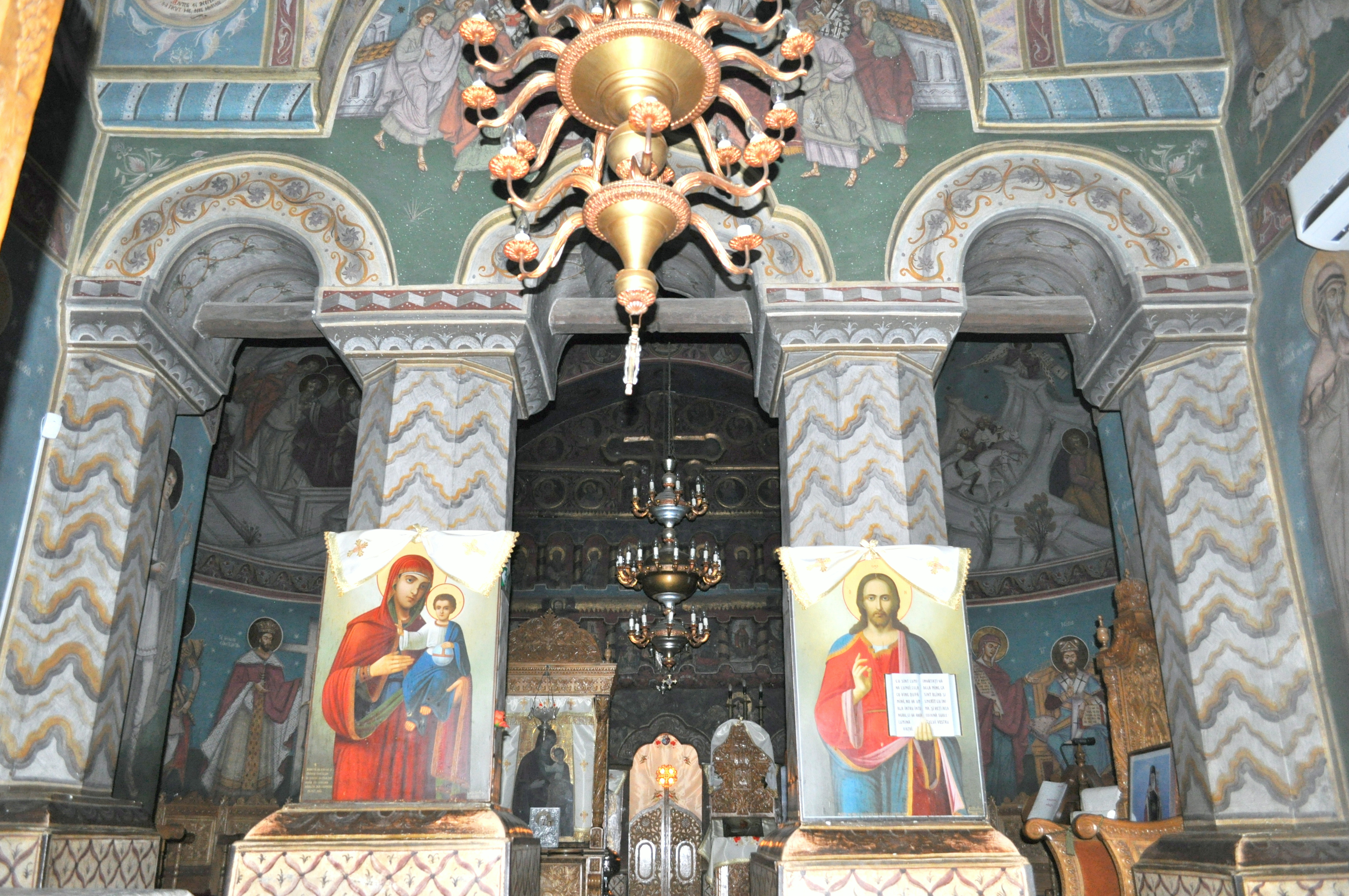
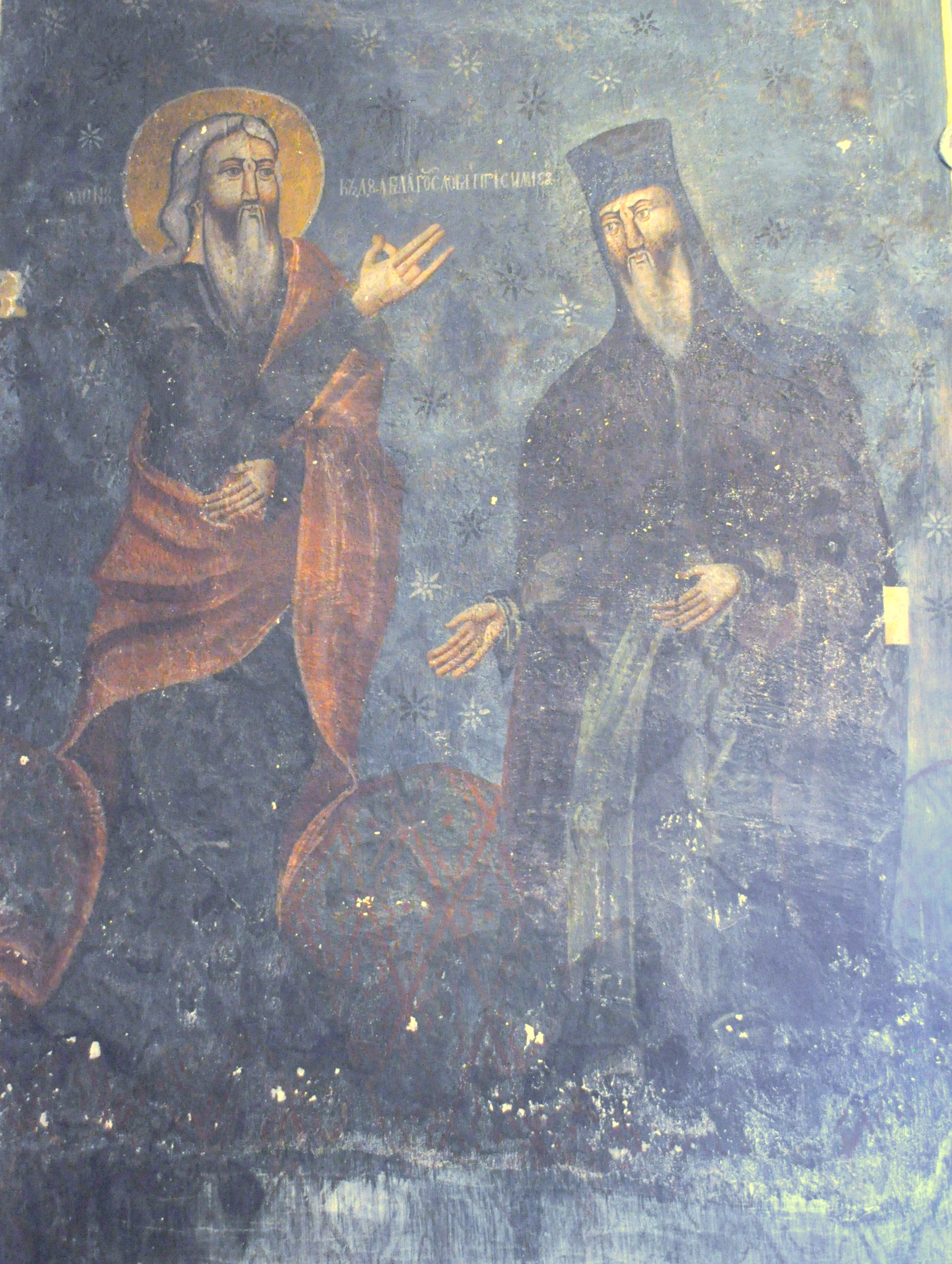